# 伯沙撒的盛宴 (伦勃朗画作)
《伯沙撒的盛宴》（荷兰语：Het feestmaal van Belsazar）由荷兰画家伦勃朗于1635年所作。内容取自旧约圣经中十大先知書之一的《但以理书》，該画作现存于伦敦国家美术馆。

## 作画时期历史
在17世纪，巴洛克艺术逐渐被信奉天主教的王室所摒弃，但是该艺术风格的画作仍入少数王室氏族或者贵族家中。为新教所创作的作品在当时仍然以巴洛克为基础模板，但当时欧洲各王朝由于宗教原因渴望有不同种类的画风出现。在北欧王室的支持和新教教廷的鼓励下，不久便出现了许多新风格的作品，并且诞生了许多相当有成就的艺术家，伦勃朗就是其中之一。1630年，伦勃朗在莱顿的工作结束后移居阿姆斯特丹，并在此形成了个人的作画风格。在《伯沙撒的盛宴》创作时期，阿姆斯特丹欧洲公社成为风格热潮。整幅作品耗时两年（1634–1635）完成。

## 内容
巴比伦国王那波尼德洗劫了耶路撒冷的所罗门圣殿并带走了包括金杯在内的许多圣物。在那波尼德去世之后，其子伯沙撒为庆祝继承王位举办了盛宴。在盛宴上，由于宾客过多，他便命仆人取来这些圣物并将其作为餐具使用。这一亵渎圣物的行为激怒了神灵，于是上帝之手在空中出现并在墙上写下了几行文字：“弥尼，弥尼，提客勒，乌法珥新（mene, mene, tekel, parsin）”，预言了伯沙撒统治的陨落。伯沙撒传唤来占卜师，巫师和智者，命令他们破解该密语，但所有人都对此无可奈何，于是伯沙撒的母亲建议他多注意名为“但以理”的人。不久，先知但以理来到宫中，并解读了文字，意为：“神已经数算你国的年日到此完毕，你被称在天平里，显出你的亏欠，你的国分裂，归与米底亚人和波斯人。”当时米底人和波斯人正围攻巴比伦，就在先知解读出暗语的当夜，王国败落，国王也一同去世。

## 绘画手法
画家将光线汇聚在堙没于黑暗中的宾客的脸上，火红的文字在黑暗中也更显神秘，伦勃朗成功地把当时或惊异或恐惧的体验表现在每个人的脸上。其中也不乏画家自身的绘画风格：从圣物中流出的红酒，位于画布中央的主角──伯沙撒，如众星捧月般围绕身边的妻子、祭司、守卫和仆人。在每个人的脸上都反映出在上帝显灵时真实且不同的表情，而国王好像伸手遮挡着不可预知的危险。
绘于墙上那文字排列方式并非偶然，当时伦勃朗身边有位犹太好友，他常将这种方法运用在自己的画上，他悄悄告诉了伦勃朗该怎么更好的变现密语的神秘感。密语由伊夫里特语（现希伯来语）写成，但并不是当时犹太人的书写方式（从右往左水平书写），他将文字分为五列，最后由两个字母结尾。他们认为这种方式对于巴比伦的智者来说解读并不成问题，有趣的是，上帝在传话给先知但以理时，也同样是将话转换为暗号。

## 相关资料
1. Аграновская М. Библейские пророки Часть 2. Культура. Живопись. Издательство ПАРТНЕР (2006 г).
2. Харменс Ван Рейн Рембрандт. — Серия: Великие художники мира. — Рипол Классик, 2014. — С. 21. — 40 с. — ISBN 978-5-386-07844-7.
3. Успех в Амстердаме. Культура. mybiblioteka.ru (18 сентября 2015).